# Marie Jeanne Clemens
Marie Jeanne Clemens (Paris, 1755 - Berlin, 1791) est une graveuse et peintre au pastel franco-danoise.

## Biographie
Marie Jeanne Crévoisier naît à Paris le 16 novembre 1755, fille de l'horloger Claude Joseph Crévoisier et de Marie Thérèse Blot. Après la mort de son père, sa mère se remarie et Marie Jeanne Crévoisier emménage chez une tante,.
Elle intègre la maison Lignot, où vivote un cercle d'artistes et de savants. Marie Jeanne Crévoisier s'épanouit artistiquement en y dessinant et peignant, pendant que le graveur danois Johan-Frederik Clemens, qui étudie à Paris, lui enseigne la gravure sur cuivre entre 1773 et 1774. En 1777, elle réalise un portrait gravé de Clemens dans un style rococo avec des touches de néoclassicisme. Crévoisier et Clemens se fiancent puis ce dernier quitte Paris pour Genève avec le peintre danois Jens Juel, puis devient graveur à la cour danois à Copenhague en 1779,,.
Clemens revient à Paris en 1781 pour épouser Marie Jeanne Crévoisier avec un prêtre de la légation danoise, tous les deux étant protestants. Le couple s'installe peu après à Copenhague.
Marie Jeanne Clemens s'intègre bien dans le milieu artistique local et devient membre de l'Académie royale des beaux-arts du Danemark en tant que peintre au pastel dès 1782, mais ne parvient pas à achever ses pièces de réception, des pastels de Harsdorff et Weidenhaupt ; elle laisse néanmoins 14 gravures sur cuivre,.
Le couple étant proche du maréchal de la Cour Johan Bülow, le couple entretient des liens étroits avec les hautes sphères politiques. Une correspondance entre Bülow et Marie Jeanne Clemens montre qu'elle est une femme d'esprit.
Ils sont aussi beaucoup sollicités par d'autres artistes, tels que Jens Juel — qui a peint un portrait de Marie Jeanne Clemens à Paris en 1777 — et Nicolai Abraham Abildgaard, pour réaliser des gravures de reproduction de leurs œuvres.
En 1788, le couple s'installe à Berlin, où elle devient membre de l'Académie des arts,,.
Marie Jeanne Clemens meurt à Berlin de la tuberculose. le 20 mars 1791, à l'âge de 35 ans. Des trois enfants qu'elle a eus, deux sont morts en bas âge et eu lui survit, ayant 9 ans à la mort de sa mère.

## Œuvre
Marie Jeanne Clemens produit principalement des pastels et des gravures sur cuivre. Parmi ses œuvres les plus connues figurent des portraits du peintre danois Jens Juel (1777), du dramaturge norvégien Johan Herman Wessel (1785), de l'acteur Frederik Schwarz (da) (1785), Petite fille avec un panier de fleur (1785) — ces trois derniers étant gravés d'après Juel —, Pasiphaé avec le Minotaure ainsi qu'un autoportrait (1777), l'acteur Christopher Ørsted (1785) et l'actrice Johanne Rosing (da) (1785).

## Conservation
- Statens Museum for Kunst, Copenhague, Danemark[6]
- New York Public Library, New York, États-Unis[réf. souhaitée]